# San Miguel del Robledo
San Miguel del Robledo é um município da Espanha na província de Salamanca, comunidade autónoma de Castela e Leão, de área 10,39 km² com população de 95 habitantes (2007) e densidade populacional de 10,00 hab/km².

## Demografia
| Variação demográfica do município entre 1991 e 2004 | Variação demográfica do município entre 1991 e 2004 | Variação demográfica do município entre 1991 e 2004 | Variação demográfica do município entre 1991 e 2004 |
| --------------------------------------------------- | --------------------------------------------------- | --------------------------------------------------- | --------------------------------------------------- |
| 1991                                                | 1996                                                | 2001                                                | 2004                                                |
| 109                                                 | 101                                                 | 97                                                  | 105                                                 |